# Виленское барокко

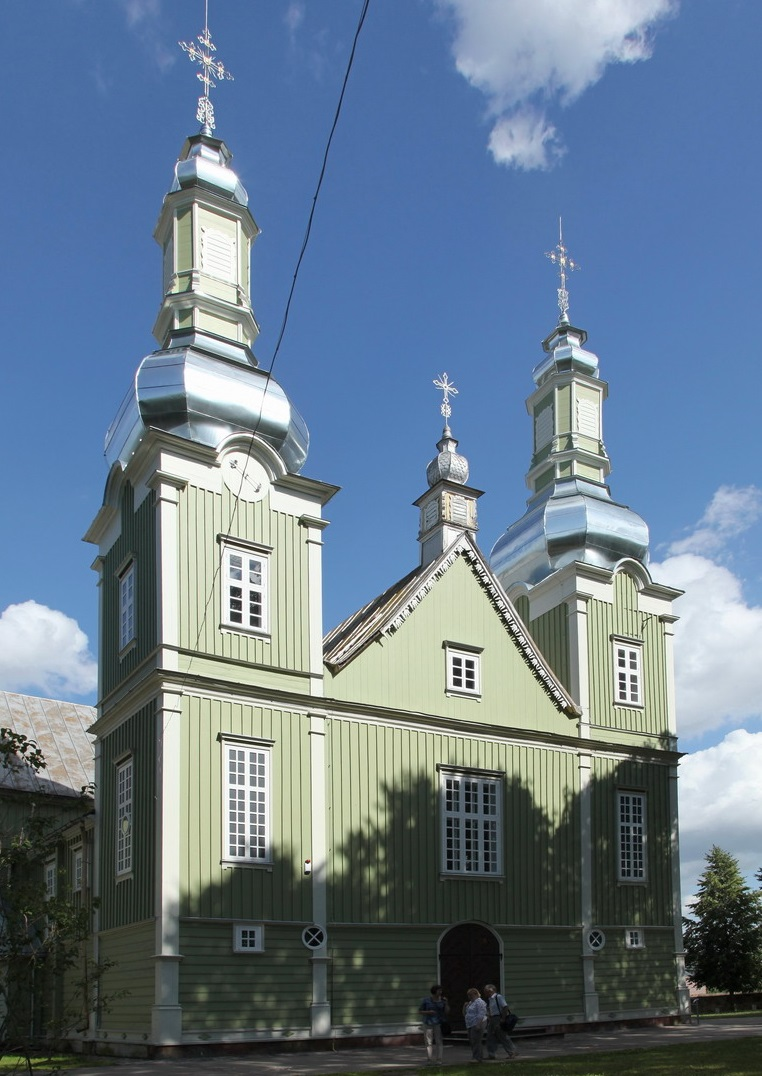
Деревянный костёл в стиле барокко в Пренай близ Каунаса

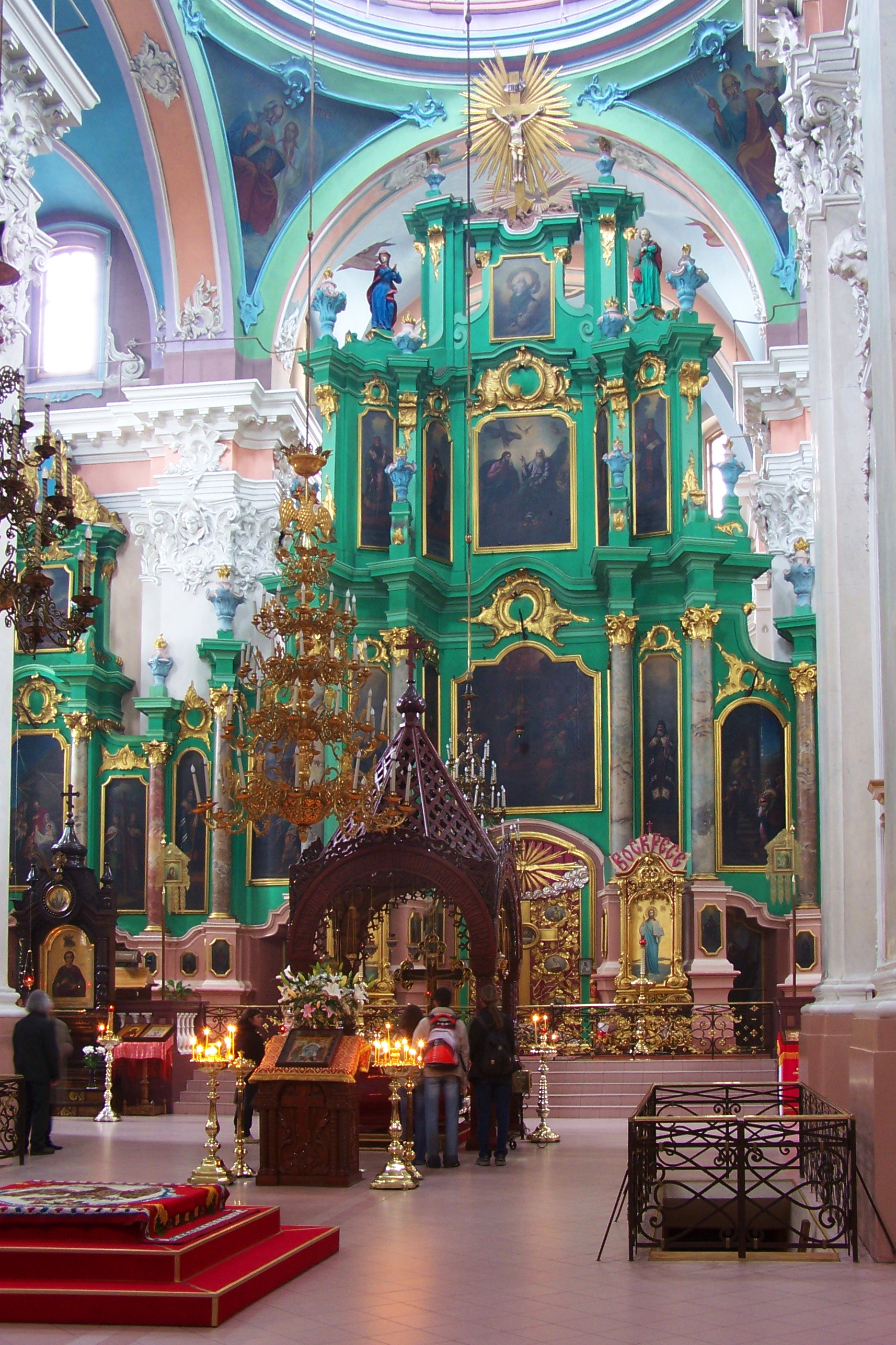
Интерьер церкви Св. Духа в Вильнюсе

Виленское барокко — условное название позднего этапа развития стиля барокко в храмовой архитектуре католической церкви Великого княжества Литовского. Стиль распространился в храмовых постройках Виленской епархии Римско-католической церкви, в том числе и на преимущественно греко-католическую территорию Брестской церковной унии. Архитектурно-художественная система виленского барокко получила распространение во второй половине XVIII века благодаря деятельности выпускников архитектурного отделения католического Иезуитского Виленского университета и наибольшая концентрация памятников этой ветви барокко сосредоточенa в Вильнюсе.
У истоков виленского барокко стоял архитектор Иоганн Кристоф Глаубиц (ум. 1767), который, перестраивая существующие храмы литовской столицы, черпал вдохновение в современных постройках Австрии и Баварии. Много общего с памятниками виленского барокко имеют польские постройки Паоло Фонтана (например, собор Винницы). Большую популярность стиль барокко католической храмовой архитектуры получил и среди греко-католиков; отсюда его второе название — униатское барокко.
Для стиля характерен утончённый вертикализм силуэтов, построенных на симметрии двух многоярусных башен с оконными просветами. На смену сдержанной массивности сарматского барокко приходят свобода и лёгкость. Сосредоточенная внутри зданий кинетическая энергия словно выплёскивается наружу. Интерьеры пластичны в духе рококо, фасады волнистые, фронтоны богато украшены скульптурой. Про церковь в Березвечье писали: «строительный материал здесь словно размяк и поплыл волнами выгнутых и вогнутых кривых».
На территории современной Украины к кругу виленского барокко относят Свято-Успенский собор Почаевской лавры, доминиканский собор в Виннице, Крестовоздвиженскую церковь в Бучаче. Виленские мастера построили немало храмов на юге современной Латвии, наиболее известный из них — Аглонская базилика. Влияние виленского барокко ощутимо также в постройках на землях ВКЛ, ныне входящих в состав России: бывшем костёле Наисвятейшей Троицы и святого Антония в Себеже и бывшей униатской базилике в Любавичах Смоленской области.
Николаевский собор в Полоцке, исключительная по пластичности церковь в Березвечье и другие памятники виленского барокко пострадали либо были полностью уничтожены в 1960-е годы, во время последней крупной антирелигиозной кампании в СССР. После распада Советского Союза отдельные архитектурные памятники (например, Воскресенская церковь в Витебске) были воссозданы в первоначальном виде.

## Примеры

### Литва
В Вильнюсе:
- Костёл Пресвятой Девы Марии Утешительницы (Августинцев)
- Костёл Св. Екатерины. По проекту Иоганна Кристофа Глаубица, в 1741—1743 построен фронтон и верхние ярусы двух колоколен костёла, в 1746 году реконструирована капелла.
- Костёл Святого Казимира — перестроен, снесены башни
- Костёл Вознесения Господня (Миссионеров). Иконические башни костёла миссионеров надстроены в 1750—1756 по проекту Иоганна Кристофа Глаубица.
- Костёл Св. Троицы (Тринаполь)
- Костёл Обретения Святого Креста (Кальварийский)
- Костёл Господа Иисуса
- Костёл Святого Креста (Бонифратров)
- Костёл Святого Архангела Рафаила
- Костёл Всех Святых
- Костёл Святого Духа
- Костёл Святых Иоаннов. Главный западный фасад и восточный фронтон костёла Святых Иоаннов (1738—1748) по проекту Иоганна Кристофа Глаубица, в интерьере был сооружён уникальный ансамбль из 23 алтарей в стиле барокко (сохранилось 10 алтарей).
- Костёл Сердца Иисуса (Визиток)
- Костёл Святых Якова и Филиппа
- Церковь и монастырь Святого Духа — экстерьер перестроен
- Никольская церковь — экстерьер реконструирован
- Костёл Святого Георгия
- Интерьеры Евангелико-лютеранский костёла по проекту Иоганна Кристофа Глаубица.
- Ворота монастыря Базилианов построены в 1761 г. по проекту Иоганна Кристофа Глаубица. Предполагается также, что Глаубиц в 1750 году возвёл две грациозные боковые башни при восточного фасада церкви Святой Троицы и в 1760—1763 годах на прежнем фундаменте построил здания монастыря, восстановил часовню Скуминов.

В Каунасе:
- Костёл Св. Франциска Ксаверия
- Костёл Св. Креста (Кармелитов)
- Костёл Божьего тела (Доминиканцев) — перестроен, снесены башни
- Пажайслисский монастырь Камальдолийцев и костёл Вознесения Пресвятой девы Марии (Визита Св. Девы Марии у Елизаветы)

Примеры в других городах Литвы:
- Деревянный костёл в Пренай
- Костёл в Жемайчю Калварии
- Костёл в Лишкяве
- Костёл в Зарасай
- Костёл в Шилуве
- Костёл в Езнасе
- Костёл в Стаклишкес
- Костёл в Титувенай
- Костёл в Южинтай
- Костёл в Дотнуве
- Костёл в Куртувенай
- Костёл в Кринчинасе
- Костёл в Моседисе
- Костёл в Варняй
- Костёл в Кудиркос Науместисе
- Костёл в Вирбалисе (уничтожен во время войны)

### Беларусь
- Перестроенный Софийский собор в Полоцке (1738-50),
- Петропавловская церковь в Березвечье под Глубоким Витебской обл. (1756—63),
- Троицкий костёл в Глубоком (1764—82),
- Униатская церковь в Борунах (1747—57),
- Троицкая церковь в Вольно (1768),
- Покровская церковь в Толочине (1769—79),
- Богоявленская и Крестовоздвиженская церкви в Жировичах (1769),
- Успенский собор и Рынковая (Воскресенская) церковь в Витебске (1772),
- Костел кармелитов в Глубоком, построенный в 1639—54 и перестроенный в 1735 по проекту Глаубица,
- Свято-Духов собор в Минске (восстановление в 1741),
- Церковь Святой Троицы в Друе (1643-46, реконструкция второй половины XVIII века)
- Костёл Вознесения Пресвятой Девы Марии в Дятлово (1751)
- Костёл Вознесения Пресвятой Девы Марии в Мстиславле (1637, реконструкция второй половины XVIII века)
- Костёл Святой Евфимии в Несвиже (1590—1596, реконструкция XVIII век),
- Костёл Святого Андрея в Слониме (1770—1775),
- Церковь Воздвижения Святого Креста в Лиде (1747—1770),
- Костёл Воздвижения Святого Креста в Гродно (между 1725 и 1765 годом)
- Костёл Святых Петра и Павла в Ивье. (вторая половина XVIII века)

### Украина
- Ансамбль построек Почаевской лавры: Свято-Успенский собор (1771—1791), трапезная и монашеские кельи
- Свято-Преображенский (доминиканский) собор в Виннице
- Крестовоздвиженская церковь Базилианского монастыря в Бучаче.

### Латвия[6]
- Костёл и монастырь в Аглоне
- Иезуитский костёл в Скайсткалне (во время войны уничтоженыe башни восстановлены в 2023[7])
- Костёл Святого Доминика в Пасиене
- Иезуитский костёл в Илуксте — уничтожен во время Первой мировой войны
- Иезуитский костёл в Краславе
- Ратуша в Краславе — снесена во второй половине XIX в.
- Иезуитский костёл в Даугавпилсе — уничтожен во время Второй мировой войны
- Костёл в Дагде
- Костёл в Ландскроне близ Шкяуне